# Кикта, Валерий Григорьевич
Валерий Григорьевич Кикта́ (род. 22 октября 1941 в поселке Владимировка Волновахского р-на Донецкой области) — советский и российский композитор, профессор Московской консерватории. Заслуженный деятель искусств Российской Федерации (1992), Заслуженный деятель искусств Украины (1999).

## Биография
Родился в селе Владимировка Донецкой области (УССР).
В 1960 году окончил Московское хоровое училище, в 1965 году — композиторское отделение Московской консерватории по классу Т. Н. Хренникова, в 1967 году окончил ассистентуру-стажировку при консерватории (руководитель — Т. Н. Хренников).
В 1967—1993 годах ведущий музыкальный редактор издательства «Советский композитор».
С 1968 года — член Союза композиторов СССР, с 1989 года — член правления Союза композиторов Москвы и председатель комиссии музыкального театра Союза композиторов Москвы, с 2006 года — секретарь Союза композиторов России. С 1989 года — член редакционной коллегии журнала «Балет».
Выступал на Мировом конгрессе арфистов в Женеве на тему «Музыка для арфы в России» (2002).
С 2004 года председатель правления Русского арфового общества (Москва).

## Творчество
Автор сочинений различных жанров — В. Г. Киктой написано 11 балетов («Дубровский», «Владимир-креститель» и др.), симфонические произведения («Украинские колядки, щедривки и веснянки», «Фрески Св. Софии Киевской»), оратории и кантаты, инструментальные концерты, хоровые произведения, произведения для органа, арфы, музыка для детей и юношества. Не чуждался и песенного жанра: «Тихо тихо сыплет снег» на слова В. Татаринова.

## Награды и звания
- Заслуженный деятель искусств Российской Федерации (6 мая 1992 года) — за заслуги в области искусства[2].
- Заслуженный деятель искусств Украины (1999).
- Благодарность Министра культуры и массовых коммуникаций Российской Федерации (6 июля 2006 года) — за активную и многолетнюю плодотворную работу по пропаганде отечественного хореографического искусства и в связи с 25-летием основания автономной некоммерческой организации "Редакция журнала «Балет»[3].
- Лауреат премии Мэрии Москвы (2000).
- Лауреат премии Союза композиторов России им. Д. Д. Шостаковича (2002).
- Награждён дипломом и Золотой Пушкинской медалью (1999).
- Лауреат приза журнала «Балет» — «Душа танца».
- Лауреат III Всесоюзного смотра творчества молодых композиторов (1969).
- Обладатель приза «Братислава-1979» Международного композиторского конкурса на лучшее произведение на фольклорной основе (за «Смоленскую рапсодию» для скрипки и народного оркестра).
- Лауреат Международного конкурса детской песни в Хельсинки (1982).
- Благодарность Мэра Москвы (2016).

## Научные труды. Издания. Публикации
- О С. Ф. Людкевиче // Советская музыка. 1977. № 9
- Авторы рассказывают // Советская музыка. 1977. № 7
- Встреча с музыкой Людкевича // Советская музыка. 1980. № 2
- Скульптурный бюст Людкевича // Советская музыка. 1980. № 10
- На юбилейном вечере ГАМХ Эстонии // Советская музыка. 1980. № 4
- Дубровский (вступительная статья к клавиру балета) // Советский композитор. 1988
- Танцует Гедиминас Таранда // Музыкальная жизнь. 1988. № 20
- Возрождение в пору «Золотой осени» // Московский композитор. 1989. № 11 (в соавторстве с В. Ульяничем)
- Чайковский в скульптуре (к 150-летию со дня рождения) // Музыкальная жизнь. 1990. № 4
- Д. Котенок, внук Петрова // Московский композитор. 1991. № 6
- Произведения для органа (вступительная статья) // Советский композитор. 1992
- Памяти Т. Тауэр // Звук арфы. 1995. № 2, 4
- Вступительная статья к нотному изданию «Сонаты для гобоя» Т. Корганова // Российское товарищество. 1995
- Но и любовь — мелодия // Балет. 1996. № 6
- Звуки в масках (аннотация к компакт-диску) // RSD. 1996
- О гастролях балета Мариинского театра в Москве // Балет. 1998. Май-июнь
- Балетная пушкиниана XIX—XX веков // Балет. 1998. № 3
- Пушкинская музыкальная панорама XIX—XX веков. М.: «Музыка», 1999
- Пушкинская тайна // Музыкальная академия. 1999. № 2
- Волшебная сила воздействия // Балет. 1999. Май-июнь
- Произведения композиторов Москвы для музыкального театра (1970—2000): справочник под общей редакцией В. Кикты (сост. Э. Мирзоева) // Композитор. 1999
- Не заросла народная тропа // Ступинская панорама. 2002. 12 декабря
- Памяти великого певца Ивана Семеновича Козловского или Комментарии к выпуску компакт-диска «Из раритетных записей И. С. Козловского (1967—1975)». М.: «Наталис», 2004
- Интервью В. Кикты с Р. Докучаевой // Академия хорового искусства: музыкальные традиции на рубеже тысячелетий. М., 2005
- Пишите для арфы и органа // Культура. 2005. Июнь